# World Team Trophy 2023
Die World Team Trophy 2023 ist ein internationaler Wettbewerb im Eiskunstlauf, der vom 13. bis 16. April 2023 im Tōkyō Taiikukan in Tokio stattfand.

## Teams
Nach den Weltmeisterschaften 2023 führte Japan die Weltrangliste an, gefolgt von den USA, Kanada, Südkorea, Italien und Frankreich. Südkorea nahm zum ersten Mal an der World Team Trophy teil.
Folgende Teilnehmer wurden benannt:
| Team               | Männer                         | Frauen                             | Paarlauf                                 | Eistanz                               |
| ------------------ | ------------------------------ | ---------------------------------- | ---------------------------------------- | ------------------------------------- |
| Japan              | Kazuki Tomono Shun Satō*       | Mai Mihara Kaori SakamotoC         | Riku Miura / Ryūichi Kihara              | Kana Muramoto / Daisuke Takahashi     |
| Vereinigte Staaten | Jason BrownC Ilia Malinin      | Amber Glenn Isabeau Levito         | Alexa Knierim / Brandon Frazier          | Madison Chock / Evan Bates            |
| Kanada             | Stephen Gogolev Keegan Messing | Sara-Maude Dupuis Madeline Schizas | Deanna Stellato-Dudek / Maxime Deschamps | Piper GillesC / Paul Poirier          |
| Südkorea           | Cha Jun-hwanC Lee Si-hyeong    | Kim Ye-lim Lee Hae-in              | Cho Hye-jin / Steven Adcock              | Hannah Lim / Ye Quan                  |
| Italien            | Daniel Grassl Matteo Rizzo     | Lara Naki Gutmann Anna Pezzetta    | Sara Conti / Niccolo Macii               | Charlène Guignard / Marco FabbriC     |
| Frankreich         | Kévin AymozC Adam Siao Him Fa  | Lorine Schild Léa Serna            | Camille Kovalev / Pavel Kovalev          | Evgeniia Lopareva / Geoffrey Brissaud |

C = Team Captain
* als Ersatz für Shōma Uno; Uno sagte seine Teilnahme aufgrund einer Verletzung ab.

## Ergebnisse

### Endergebnis
| Rang | Team               | Punkte |
| ---- | ------------------ | ------ |
| 1    | Vereinigte Staaten | 120    |
| 2    | Südkorea           | 95     |
| 3    | Japan              | 94     |
| 4    | Italien            | 83     |
| 5    | Frankreich         | 80     |
| 6    | Kanada             | 68     |

### Männer
| Rang | Name             | Team               | Punkte | KP | KP     | Kür | Kür    | Teampunkte |
| ---- | ---------------- | ------------------ | ------ | -- | ------ | --- | ------ | ---------- |
| 1    | Cha Jun-hwan     | Südkorea           | 289,15 | 2  | 101,33 | 1   | 187,82 | 11+12      |
| 2    | Ilia Malinin     | Vereinigte Staaten | 279,54 | 1  | 105,90 | 5   | 173,64 | 12+8       |
| 3    | Kévin Aymoz      | Frankreich         | 279,43 | 3  | 100,58 | 4   | 178,85 | 10+9       |
| 4    | Jason Brown      | Vereinigte Staaten | 279,04 | 4  | 95,61  | 3   | 183,43 | 9+10       |
| 5    | Matteo Rizzo     | Italien            | 275,36 | 8  | 88,01  | 2   | 187,35 | 5+11       |
| 6    | Daniel Grassl    | Italien            | 263,34 | 6  | 89,81  | 6   | 173,53 | 7+7        |
| 7    | Kazuki Tomono    | Japan              | 253,91 | 7  | 89,36  | 9   | 164,55 | 6+4        |
| 8    | Keegan Messing   | Kanada             | 252,74 | 9  | 79,75  | 7   | 172,99 | 4+6        |
| 9    | Adam Siao Him Fa | Frankreich         | 247,42 | 5  | 92,82  | 10  | 154,60 | 8+3        |
| 10   | Shun Satō        | Japan              | 241,31 | 11 | 76,45  | 8   | 164,86 | 2+5        |
| 11   | Lee Si-hyeong    | Südkorea           | 202,06 | 10 | 77,24  | 12  | 124,82 | 3+1        |
| 12   | Stephen Gogolev  | Kanada             | 174,95 | 12 | 49,78  | 11  | 125,17 | 1+2        |

### Frauen
| Rang | Name              | Team               | Punkte | KP | KP    | Kür | Kür    | Teampunkte |
| ---- | ----------------- | ------------------ | ------ | -- | ----- | --- | ------ | ---------- |
| 1    | Lee Hae-in        | Südkorea           | 225,47 | 1  | 76,90 | 1   | 148,57 | 12+12      |
| 2    | Kaori Sakamoto    | Japan              | 218,44 | 2  | 72,69 | 2   | 145,75 | 11+11      |
| 3    | Isabeau Levito    | Vereinigte Staaten | 213,87 | 3  | 71,22 | 4   | 142,65 | 10+9       |
| 4    | Kim Ye-lim        | Südkorea           | 206,24 | 7  | 62,65 | 3   | 143,59 | 6+10       |
| 5    | Mai Mihara        | Japan              | 198,06 | 5  | 66,85 | 5   | 131,21 | 8+8        |
| 6    | Amber Glenn       | Vereinigte Staaten | 195,01 | 6  | 66,55 | 6   | 128,46 | 7+7        |
| 7    | Madeline Schizas  | Kanada             | 184,88 | 4  | 69,76 | 9   | 115,12 | 9+4        |
| 8    | Léa Serna         | Frankreich         | 177,72 | 8  | 60,18 | 7   | 117,54 | 5+6        |
| 9    | Lorine Schild     | Frankreich         | 170,00 | 10 | 55,72 | 10  | 114,28 | 3+3        |
| 10   | Lara Naki Gutmann | Italien            | 167,95 | 12 | 51,12 | 8   | 116,83 | 1+5        |
| 11   | Anna Pezzetta     | Italien            | 162,43 | 9  | 56,13 | 11  | 106,30 | 4+2        |
| 12   | Sara-Maude Dupuis | Kanada             | 148,75 | 11 | 54,31 | 12  | 94,44  | 2+1        |

### Paarlauf
| Rang | Name                                     | Team               | Punkte | KP | KP    | Kür | Kür    | Teampunkte |
| ---- | ---------------------------------------- | ------------------ | ------ | -- | ----- | --- | ------ | ---------- |
| 1    | Alexa Knierim / Brandon Frazier          | Vereinigte Staaten | 230,12 | 1  | 82,25 | 1   | 147,87 | 12+12      |
| 2    | Riku Miura / Ryūichi Kihara              | Japan              | 224,16 | 2  | 80,47 | 2   | 143,69 | 11+11      |
| 3    | Sara Conti / Niccolo Macii               | Italien            | 200,06 | 4  | 69,84 | 3   | 130,22 | 9+10       |
| 4    | Deanna Stellato-Dudek / Maxime Deschamps | Kanada             | 199,93 | 3  | 70,20 | 4   | 129,73 | 10+9       |
| 5    | Camille Kovalev / Pavel Kovalev          | Frankreich         | 178,38 | 5  | 63,60 | 5   | 114,78 | 8+8        |
| 6    | Cho Hye-jin / Steven Adcock              | Südkorea           | 162,82 | 6  | 60,55 | 6   | 102,27 | 7+7        |

### Eistanz
| Rang | Name                                  | Team               | Punkte | RT | RT    | Kür | Kür    | Teampunkte |
| ---- | ------------------------------------- | ------------------ | ------ | -- | ----- | --- | ------ | ---------- |
| 1    | Madison Chock / Evan Bates            | Vereinigte Staaten | 232,32 | 1  | 93,91 | 1   | 138,41 | 12+12      |
| 2    | Charlène Guignard / Marco Fabbri      | Italien            | 223,24 | 2  | 90,90 | 2   | 132,34 | 11+11      |
| 3    | Piper Gilles / Paul Poirier           | Kanada             | 216,85 | 3  | 88,37 | 3   | 128,48 | 10+10      |
| 4    | Kana Muramoto / Daisuke Takahashi     | Japan              | 195,01 | 4  | 78,38 | 5   | 116,63 | 9+8        |
| 5    | Evgeniia Lopareva / Geoffrey Brissaud | Frankreich         | 194,67 | 5  | 76,15 | 4   | 118,52 | 8+9        |
| 6    | Hannah Lim / Ye Quan                  | Südkorea           | 179,23 | 6  | 69,96 | 6   | 109,27 | 7+7        |